# Кременец (село в Болгарии)
Кременец (болг. Кременец) — село в Болгарии. Находится в Кырджалийской области, входит в общину Момчилград. Население составляет 66 человек.

## Политическая ситуация
В местном кметстве Пиявец, в состав которого входит Кременец, должность кмета (старосты) исполняет Шюкри Аптулазис Али (Движение за права и свободы (ДПС)) по результатам выборов правления кметства.
Кмет (мэр) общины Момчилград — Ердинч Исмаил Хайрула (Движение за права и свободы (ДПС)) по результатам выборов в правление общины.